# Aszkaniosz

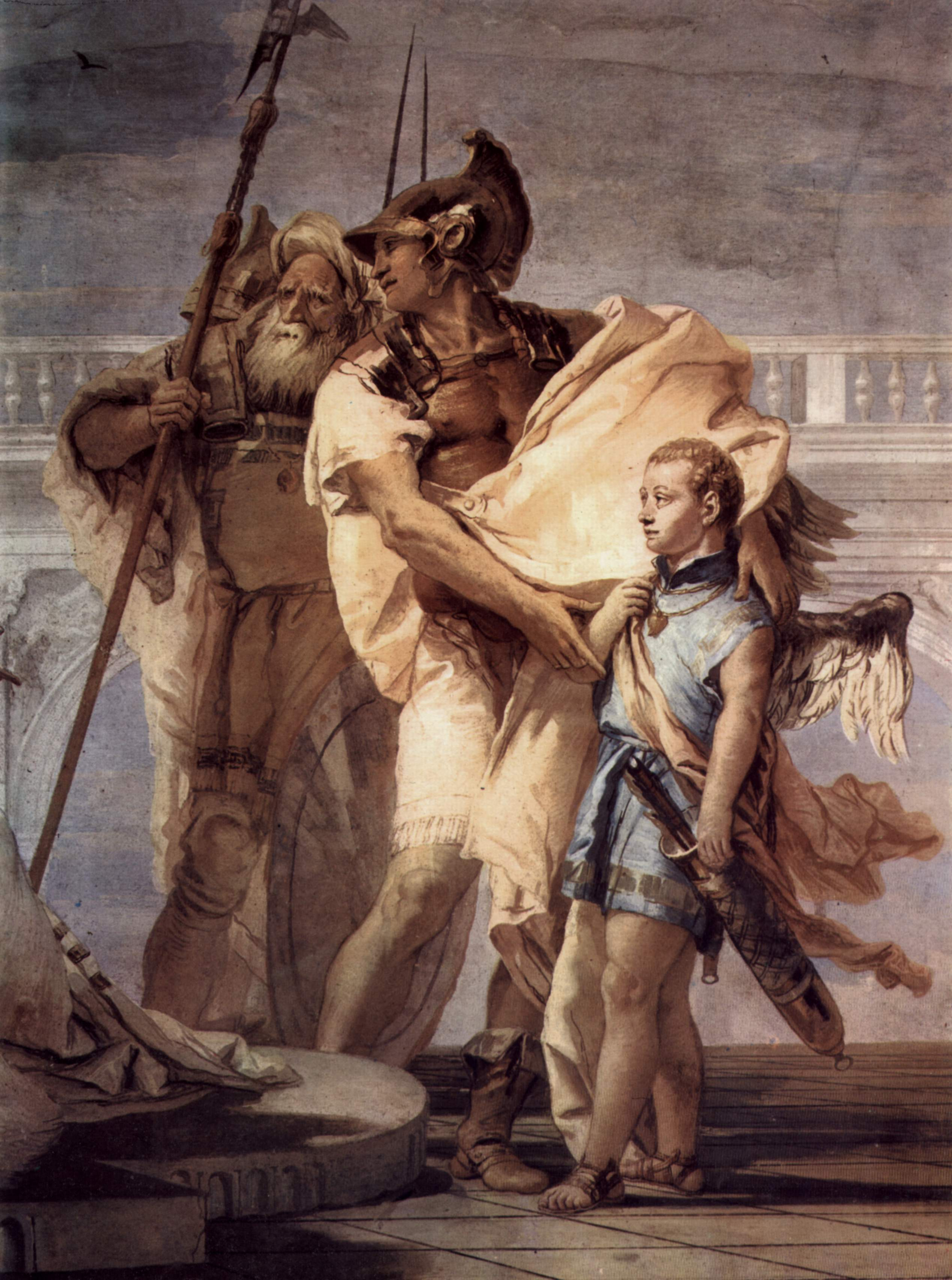
Aiszkhülosz bemutatja Didonak Aszkanioszt, Tiepolo festménye

Aszkaniosz (latinosan Ascanius), görög mitológiai alak, Aineiasz fia első feleségétől, Kreuszától, s annak révén Priamosz unokája. Apja magával vitte Trójából új hazát keresni. Mire Itáliába jutottak, s a latinokkal háborúba keveredtek, Aszkaniosz már ifjúvá serdült, a pompás nyíllövéseit maga Apollón méltányolta a szállóigévé vált szavakkal: sic itur ad astra („így jutni a csillagokig”). 
Mindezt Vergilius Aeneis-éből ismerjük az itáliai hagyomány nyomán, egy görög monda szerint Aszkanioszt Trója eleste után apja a Propontiszra küldte, ahol Asztüanaxszal együtt egy új Tróját alapítottak. Aszkaniosz sorsát tekintve nem egységes a későbbi hagyomány. Egyesek szerint apja halála után legyőzte az etruszkokat a Numicus tónál, és megalapította Alba Longa városát azon a ponton, ahol korábban apja egy fehér kocát és harminc malacát áldozta fel. Mások azt mondják, hogy visszatért Trójába (egyedül vagy apjával együtt), felépítette és ott uralkodott.